# Porches
Porches is een plaats (freguesia) in de Portugese gemeente Lagoa en telt 1901 inwoners (2001).